# Tab Murphy

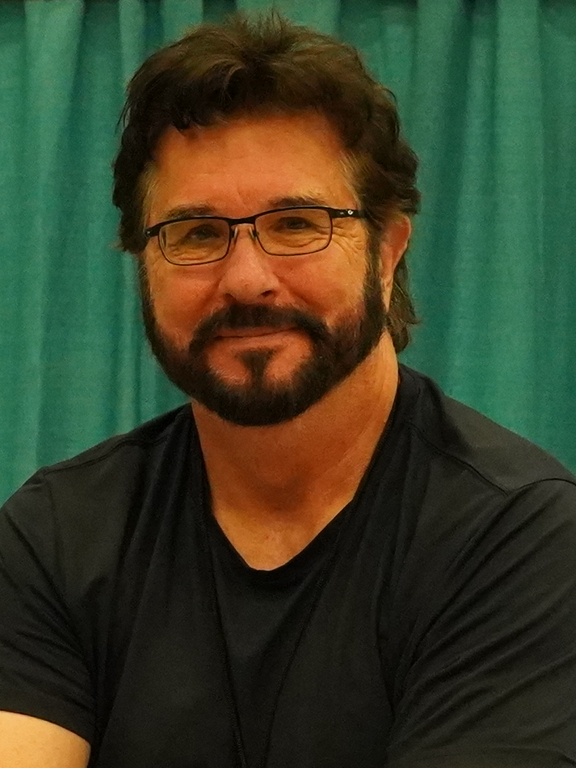
Tab Murphy

Tab Murphy (* im 20. Jahrhundert in Olympia, Washington) ist ein US-amerikanischer Drehbuchautor.

## Leben
Tab wurde in Olympia geboren und ist auch dort aufgewachsen. Er studierte an der Film School der University of Southern California. Seit 1983 tritt er als Drehbuchautor für Film und Fernsehen in Erscheinung. Für seine Arbeit an dem Drehbuch zu Gorillas im Nebel wurde er 1989 gemeinsam mit der Drehbuchautorin Anna Hamilton Phelan für den Oscar in der Kategorie Bestes adaptiertes Drehbuch nominiert. Die beiden erhielten auch eine Nominierung für den Writers Guild of America Award. Im Anschluss war er rund ein Jahrzehnt für Disney tätig und entwickelte Drehbücher für verschiedene Animationsfilme. Danach arbeitete er an Projekten, die auf DC Comics basierten. Ferner entwickelte er verschiedene Fernsehformate und arbeitete für Serien und einige Filme.
Drei Mal war Murphy für den Annie Award nominiert, außerdem war er für die Goldene Himbeere 1997 nominiert.
1995 gab er mit dem Western Das Tal der letzten Krieger, der auch als Dogman sowie im Videoverleih als Last of the Dogman bekannt ist, sein Regiedebüt. Dem folgten bislang keine weiteren Regiearbeiten.

## Filmografie (Auswahl)
- 1987: Liebe mit Biß (My Best Friend Is a Vampire)
- 1995: Das Tal der letzten Krieger (Last of the Dogmen, auch Regie)
- 1996: Der Glöckner von Notre Dame (The Hunchback of Notre Dame)
- 1999: Tarzan
- 2001: Atlantis – Das Geheimnis der verlorenen Stadt (Atlantis: The Lost Empire)
- 2009: Dark Country
- 2010: Superman/Batman: Apocalypse
- 2011: Batman: Year One
- 2011–2012: ThunderCats (Fernsehserie)